# Zemský okres Cvikov
Zemský okres Cvikov (německy Landkreis Zwickau) je zemským okresem Svobodného státu Sasko v Německu. Na severozápadě hraničí s Durynskem, na východě postupně s okresem Střední Sasko a městským okresem Saská Kamenice, na jihovýchodě s okresem Krušné hory a na jihozápadě s okresem Fojtsko. Se svou rozlohou 949 km² se jedná o nejmenší zemský okres Saska, zároveň však s počtem obyvatel přibližně 310 tisíc a hustotou zalidnění zhruba 343 obyv./km² jde o okres nejzalidněnější.
Nachází se na severním úpatí Krušných hor, odkud sem teče dle okresního města pojmenovaná Cvikovská mulda. Další významnou místní řekou je pak Pleiße. Podél těchto řek vznikala nejstarší sídla okresu od 10. století. Významně byla později oblast ovlivněna těžbou a následnou industrializací. Ve 20. století se důležitým stal automobilový průmysl produkující výrobky značek Horch, Audi, Auto Union a později pro Východní Německo typický Trabant. Samotný okres vznikl v roce 2008 v rámci srpnové územní reformy sloučením dřívějších okresů Zwickauer Land, Chemnitzer Land a samotného městského okresu Zwickau (Cvikov).

## Města a obce
| Města | Obce | Obce |
| 1. Crimmitschau 2. Glauchau 3. Hartenstein 4. Hohenstein-Ernstthal 5. Kirchberg 6. Lichtenstein 7. Limbach-Oberfrohna 8. Meerane 9. Oberlungwitz 10. Waldenburg 11. Werdau 12. Wildenfels 13. Wilkau-Haßlau 14. Zwickau | 1. Bernsdorf 2. Callenberg 3. Crinitzberg 4. Dennheritz 5. Fraureuth 6. Gersdorf 7. Hartmannsdorf bei Kirchberg 8. Hirschfeld 9. Langenbernsdorf 10. Langenweißbach | 1. Lichtentanne 2. Mülsen 3. Neukirchen 4. Niederfrohna 5. Oberwiera 6. Reinsdorf 7. Remse 8. St. Egidien 9. Schönberg |